# Sixto Villegas
Sixto Villegas, nacido como Sixto de Villegas Machado Manzanares y del Campo Maciel (Buenos Aires, 16 de marzo de 1831 - ib., 4 de noviembre de 1881), era un jurisconsulto y funcionario de gobierno argentino que como relator del Supremo Tribunal de Justicia del Estado de Buenos Aires le correspondiera integrar el juicio de los sucesos políticos de 1857, y además como juez, de emitir en 1861 el fallo en primera instancia, del juicio al brigadier general Juan Manuel de Rosas, que estaba en el exilio. También fue designado como fiscal en 1871, participando en la Reforma Constitucional de la provincia de Buenos Aires de 1873, para luego mudar al cargo de vocal de la Suprema Corte de Justicia de la Nación en 1874. Al pasar a la magistratura provincial como secretario en 1875, se convertiría en presidente de la Corte Suprema de la Provincia de Buenos Aires en el período desde 1876 hasta 1880, entre otros cargos destacados. Sixto era el hijo menor del jurista patriota Miguel Mariano de Villegas y hermano del doctor Miguel Francisco y del cónsul Jacinto Mariano.

## Biografía hasta la obtención del doctorado

### Origen familiar y primeros años
Sixto Villegas había nacido el 16 de marzo de 1831 en la ciudad de Buenos Aires, capital de la autónoma provincia homónima que formaba parte de la Confederación Argentina, siendo el hijo menor del doctor Miguel Mariano de Villegas y de Juana María del Campo Maciel (n. 1792), una hermana de Juan Estanislao e hija de Augusto Nicolás del Campo —capitán de la guardia de su tío homónimo el virrey Nicolás del Campo, II marqués de Loreto— quien fuera un cabildante colonial bonaerense que participó en el Cabildo Abierto de 1810, y de María Juana Maciel Lacoizqueta y Fernández de Valdivieso Arbizu Herrera Cabrera, una descendiente de conquistadores, primeros pobladores de origen luso-hispano, adelantados y gobernantes rioplatenses.
Tuvo cuatro hermanos, siendo los más destacados Miguel Francisco de Villegas y Jacinto Mariano de Villegas, además de Antonio Miguel y de Andrés Miguel de Villegas Machado Manzanares y del Campo Maciel.

### Estudios secundarios y universitarios

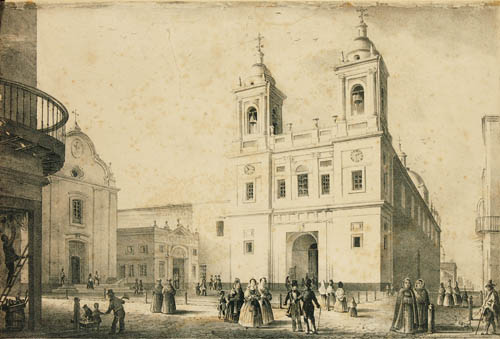
Convento de San Francisco ca. 1831 (de Carlos Pellegrini).

Hacia principios de 1843, Sixto Villegas comenzó sus estudios secundarios en el convento de San Francisco de la ciudad de Buenos Aires, de donde egresó en el año 1848.

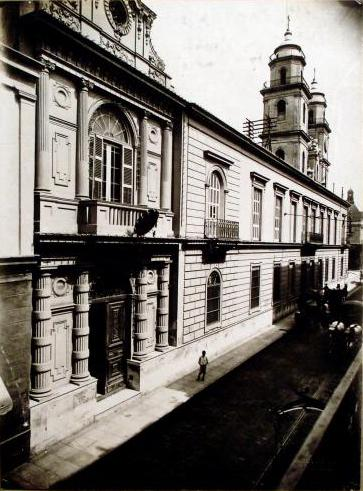
Colegio Central y convento de San Francisco, a donde se dictaban clases de la Academia y luego del Departamento de Jurisprudencia de la U.B.A. desde 1814-1876.

Inmediatamente de terminar sus estudios básicos, ingresó a la Universidad de Buenos Aires en el Departamento de Jurisprudencia que a partir de su fundación en 1821 —que sucedería a la Academia teórico-práctica de Jurisprudencia creada por el Supremo Tribunal de Justicia de Buenos Aires en 1814— ocuparía dependencias de la Universidad en la sede del Colegio Central y en el convento de San Francisco a donde cursarían sus alumnos —hasta que se transformó en facultad en 1874 y con sede propia en 1878— por no poseer un edificio ad hoc.
Finalmente Sixto Villegas recibió el título de doctor en jurisprudencia en 1851, luego de haber sido aprobada su tesis: "Donaciones inter-vivos".

## Juez nacional y provincial, y el juicio a Rosas

### Su doctorado e ingreso a la magistratura y la caída del gobierno rosista

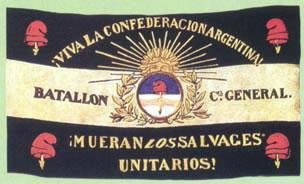
Bandera rosista anti-unitaria

Una vez recibido el título de doctor en jurisprudencia, Sixto de Villegas ingresó inmediatamente a la magistratura, durante el final del gobierno rosista, en 1851.
Tras la derrota del gobernador y brigadier general Juan Manuel de Rosas en la batalla de Caseros, el día 3 de febrero de 1852, y en donde su hermano Miguel de Villegas tuviera una destacada actuación, terminó Rosas abandonando el campo de batalla para luego firmar su renuncia.
Rosas se había refugiado en el consulado británico bajo la protección del cónsul Robert Gore, y por la tarde del día siguiente, partiría hacia Europa en el buque de guerra británico «Conflict» para instalarse en las afueras de Southampton, en la costa meridional inglesa, residiendo en una granja obsequiada por el mismo gobierno.

### Gobiernos bonaerenses controlados por Urquiza y el sitio de Buenos Aires
De esta forma, el general Justo José de Urquiza asumió el gobierno provincial y luego de dos días, nombró como gobernador de la provincia de Buenos Aires a Vicente López y Planes que sin permiso de la legislatura firmó el Acuerdo de San Nicolás, camino imprescindible para la sanción de una Constitución Nacional, pero viendo que no era controlado por Buenos Aires, lo rechazó y el gobernador terminó renunciando el 26 de julio del citado año.
El fallido sucesor fue el general José Miguel Galán que fue depuesto por la revolución del 11 de septiembre de 1852 comandada por Valentín Alsina, en cuanto Urquiza partía hacia Santa Fe, quedando aquel como gobernador electo el 31 de octubre. Esto provocó una contrarrevolución y sitio de Buenos Aires el 1º de diciembre, liderado por el coronel Hilario Lagos y exigiendo la reincorporación de la provincia a la confederación y la renuncia de Alsina quien lo hiciera voluntariamente el 6 de diciembre, siendo remplazado por el general Manuel Pinto.

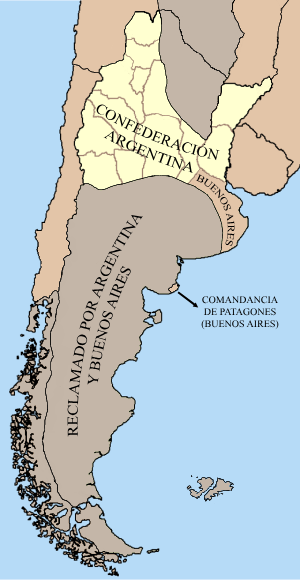
La Confederación Argentina (con capital en Paraná) con sus territorios nominales y aquellos tomados por naciones extranjeras, como Puna de Atacama ocupada por Bolivia, desde 1826-1879 y continuada por Chile hasta 1884, y nuevamente por esta desde 1887-1899; el gran departamento misionero de Candelaria ocupado por el Estado autónomo del Paraguay desde 1822 - 1832 y desde 1834, que sumándole en 1841 el resto de la actual provincia de Misiones, fuera anexado hasta 1865; la región chaqueña —a excepción de la Villa Occidental que fuera fundada por este último en 1855 en el Chaco Boreal y anexionada por la República Argentina desde 1865 - 1879— estaba en poder de los pueblos originarios guaycurúes. El Estado de Buenos Aires (con capital en la ciudad homónima), efectivamente poseía los territorios circundantes de Carmen de Patagones en la desembocadura del río Negro, el Fortín Colorado en la del río homónimo, la Fortaleza Protectora Argentina en la bahía Blanca y el Fuerte Independencia en Tandilia, además tuvo el «Fuerte Paz» y su poblado en la desembocadura del río Chubut, desde 1854 hasta 1856, y desde 1859 también la Isla Pavón con la desembocadura del río Santa Cruz y la Isla de los Estados, y por último, los territorios nominales de la Patagonia y las Pampas —ocupada por la provincia de Buenos Aires rosista desde 1833 - 1852— y las reclamadas islas Malvinas, desalojadas por fuerzas británicas en 1833 y repobladas por la misma, desde 1839 hasta el presente.

Al poco tiempo, Urquiza envió tropas de apoyo a Lagos para reforzar el sitio con sus tropas de caballería pero sin lograr vencer la resistencia de la ciudad, en la cual estaba enrolado el hermano mayor de Sixto, el entonces capitán de caballería Miguel Francisco de Villegas. Por otra parte, el gobierno porteño envió a un prestigioso jefe de campaña llamado Pedro Rosas y Belgrano —un hijo natural de Manuel Belgrano y adoptado legalmente por Juan Manuel de Rosas— a reunir las tropas que permanecían leales en el interior de la provincia, pero fueron completamente derrotadas el 22 de enero del siguiente año en la batalla de San Gregorio, y durante varios meses, la ciudad de Buenos Aires permaneció sitiada y bloqueada, aunque por su superioridad financiera se mantenía a salvo de los ataques.

### Separación del Estado de Buenos Aires de la confederación
El 1° de mayo de 1853 se aprobó la Constitución Nacional de la Confederación Argentina incluso por la de Buenos Aires, protagonizada por el general Lagos quien fuera el comandante militar y político del interior provincial quien reuniera una legislatura elegida de apuro para realizar la votación, pero como la ciudad de Buenos Aires tuvo desacuerdos políticos y económicos luego del fallido tratado del 9 de marzo, se terminó apartando, y el 12 de julio, Urquiza abandonaría el fracasado sitio, seguido del propio general Lagos y sus tropas, dando comienzo al Estado de Buenos Aires que durante los siguientes ocho años permanecería separado de la confederación.
En abril de 1854 se sancionó la Constitución del nuevo Estado siendo sus atribuciones muy similares a la Constitución confederada, aunque establecía un período gubernativo de cuatro años, a diferencia de los seis de la presidencia. Además reconocía a la religión católica como oficial, mientras que la confederación había elegido un compromiso menor, asentando de sostener el culto católico. Otras diferencias eran la elección del gobernador por la Sala de Representantes y la existencia de la Asamblea Legislativa como instancia ratificadora de las leyes vetadas por una cámara o el gobernador. Tras su sanción fue declarado primer mandatario constitucional a Pastor Obligado.

### Juez bonaerense encargado en el caso de Rosas
El doctor Sixto Villegas fue nombrado en 1855 relator del Supremo Tribunal de Justicia del Estado de Buenos Aires, correspondiéndole juzgar los acontecimientos políticos de 1857.
El 9 de agosto de 1856 el Senado de Buenos Aires sancionó un proyecto de ley en el cual se calificó a Rosas de “reo de lesa patria” y se declaró la competencia de la justicia de los tribunales en el juzgamiento de los delitos ordinarios por él cometidos. La Cámara de Representantes trató ese proyecto en cinco sesiones del 1º al 15 de julio de 1857.
El Senado lo aceptó el 28 de julio del mismo año, por lo que quedó sancionada la “Ley sobre enjuiciamiento de Juan Manuel Rosas” que el 29 de julio fue promulgada por el gobierno de Buenos Aires, con arreglo al decreto del 16 de febrero de 1852 que declaraba propiedad pública todos los bienes que le pertenecieron y se autorizaba al Poder Ejecutivo para la venta en subasta pública de las tierras correspondientes, y de la misma forma con las fincas urbanas del mismo origen, incluso Palermo y sus adyacencias, que se hallasen dentro de los límites del municipio porteño que le serían entregadas.
En cuanto al proceso criminal por los delitos comunes cometidos por Rosas, se abrió con la requisitoria del ministerio público, y quien actuó como fiscal fue el doctor Emilio A. Agrelo, conocido por su versación jurídica y sus conocimientos de la entonces vigente legislación penal española.
La acusación abarcaba asesinatos individuales y colectivos, degüellos en 1840 y 1842 cometidos en las calles de Buenos Aires, la ejecución de prisioneros de guerra, inclusive a los que se habrían rendido, además de las confiscaciones y robos de que fueron objeto las propiedades de aquellos que llamaba “Salvajes Unitarios”.
El 23 de octubre de 1859 estalló la Batalla de Cepeda, con un triunfo de Urquiza. Tras el éxito de la confederación, se exigió el regreso de Buenos Aires pero no cumplió con la exigencia por la misma razón aduanera.

### Fallo judicial en primera instancia del doctor Villegas

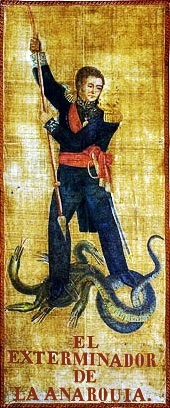
Afiche de la época de Rosas.

El 17 de abril de 1861, Sixto Villegas tuvo que emitir el fallo en primera instancia en la causa judicial por la que fue acusado Juan Manuel de Rosas. Doce son las conclusiones de su sentencia demostrativas de igual número de delitos atroces, sumando unos 285 asesinatos, como en los considerandos 4° y 5° del homicidio de Camila O'Gorman el 18 de agosto de 1848, una “joven víctima de la debilidad del sexo” y del infanticidio de su hijo “madurado hasta los últimos meses en sus entrañas”, sin olvidar a su amante, el sacerdote Ladislao Gutiérrez, por lo cual condena a Rosas a la Pena de muerte y a la restitución de lo que había robado al fisco y lo condenó, diciendo:

“Por tantos y tan horrendos crímenes comprobados contra el hombre, contra la patria, contra la Naturaleza, contra Dios(...)En cumplimiento de las leyes, en nombre de las generaciones que pasan y piden justicia y en nombre de las generaciones que vienen y esperan ejemplo(...)”

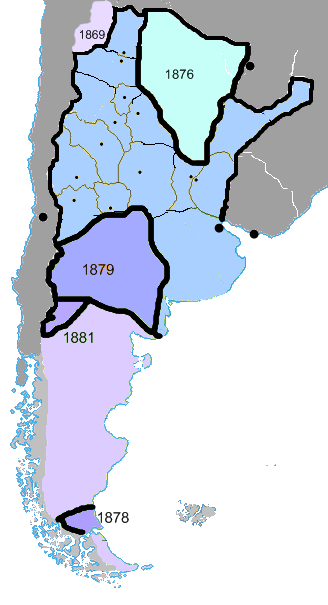
Incorporación a la República Argentina de sus territorios nominales de pueblos originarios y aquellos ocupados por otros países, comenzando por el valle inferior del río Chubut en la Patagonia y culminando con la Puna de Atacama en el noroeste argentino, entre 1865 y 1884, respectivamente.

Componían el tribunal de segunda instancia, los doctores Juan José Alsina, Benito Carrasco, Font y José Barros Pazos.
La sentencia del juez Sixto Villegas, confirmada por la Cámara de Apelaciones y el Superior Tribunal, fue la siguiente: 

“Condeno, como debo, a Juan Manuel de Rosas a la pena ordinaria de muerte con calidad aleve; a la restitución de los haberes robados a los particulares y al fisco y a ser ejecutado día y hora que se señale, en San Benito de Palermo, último foco de sus crímenes(...)”

## Reunificación de la Nación Argentina, decano universitario y deceso

### La Batalla de Pavón y la disolución del Estado de Buenos Aires
El 17 de septiembre de 1861 se originó la Batalla de Pavón, con el triunfo de Bartolomé Mitre quien fuera comandante de las fuerzas bonaerenses que fue ayudado por potencias extranjeras. De esta manera, se acordó el regreso de Buenos Aires a la confederación pero bajo los términos que la provincia impusiese y de esta manera, los porteños se comprometían a compartir un porcentaje de sus ingresos aduaneros durante cinco años, disolviéndose el Estado de Buenos Aires e incorporándose como provincia a la República Argentina.

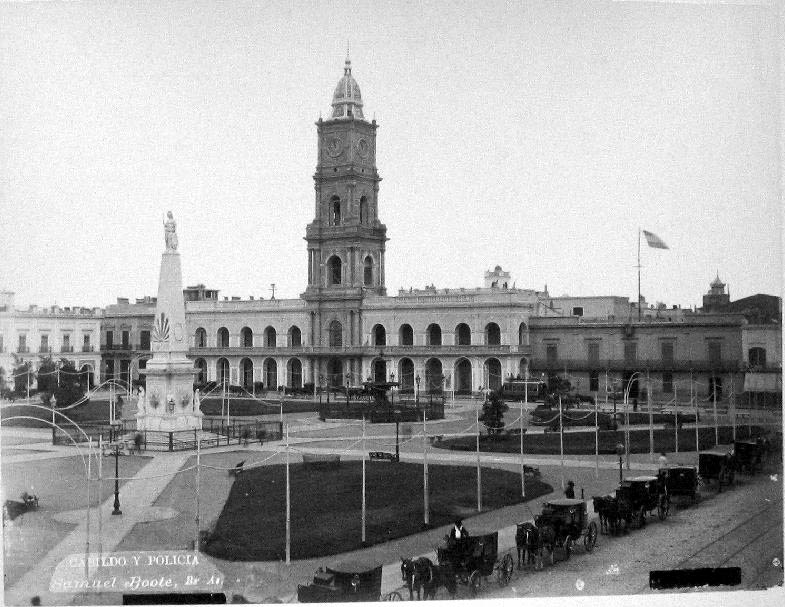
El Cabildo de Buenos Aires con torre italianizante, 1879-89, sede de las Cortes Supremas provincial y nacional, hasta 1884.

Villegas también actuó como Convencional Constituyente provincial a partir del 21 de mayo de 1870 y fue nombrado fiscal de la Corte Suprema de Justicia de la Nación Argentina en 1871.
Fue además examinador del «Proyecto Tejedor» del Código Penal nacional presentado por el doctor Carlos Tejedor, además del respectivo estudio que él mismo realizó el 3 de enero de 1880 resultando el nuevo «Proyecto 1881», conjuntamente con los doctores Andrés Ugarriza y Juan A. García, y presentado al examen del parlamento. Este último proyecto, cuando pasó el 11 de mayo del citado año por la Cámara de Diputados, no fue aceptado, aunque más adelante sería implementado con ciertas modificaciones por la provincia de Córdoba, habiendo aceptado la Nación Argentina, el «Proyecto Tejedor».
Fue nombrado Sixto de Villegas como vocal de la Suprema Corte de la Nación el 27 de agosto de 1874, y el 23 de enero de 1875 fue secretario de la Suprema Corte de la Provincia de Buenos Aires, siendo presidente de la misma, entre el 7 de enero de 1876 y el 7 de enero de 1881. Originalmente se había instalado en el cabildo de la ciudad (hasta el 15 de abril de 1884).

### Decano de la facultad de Derecho

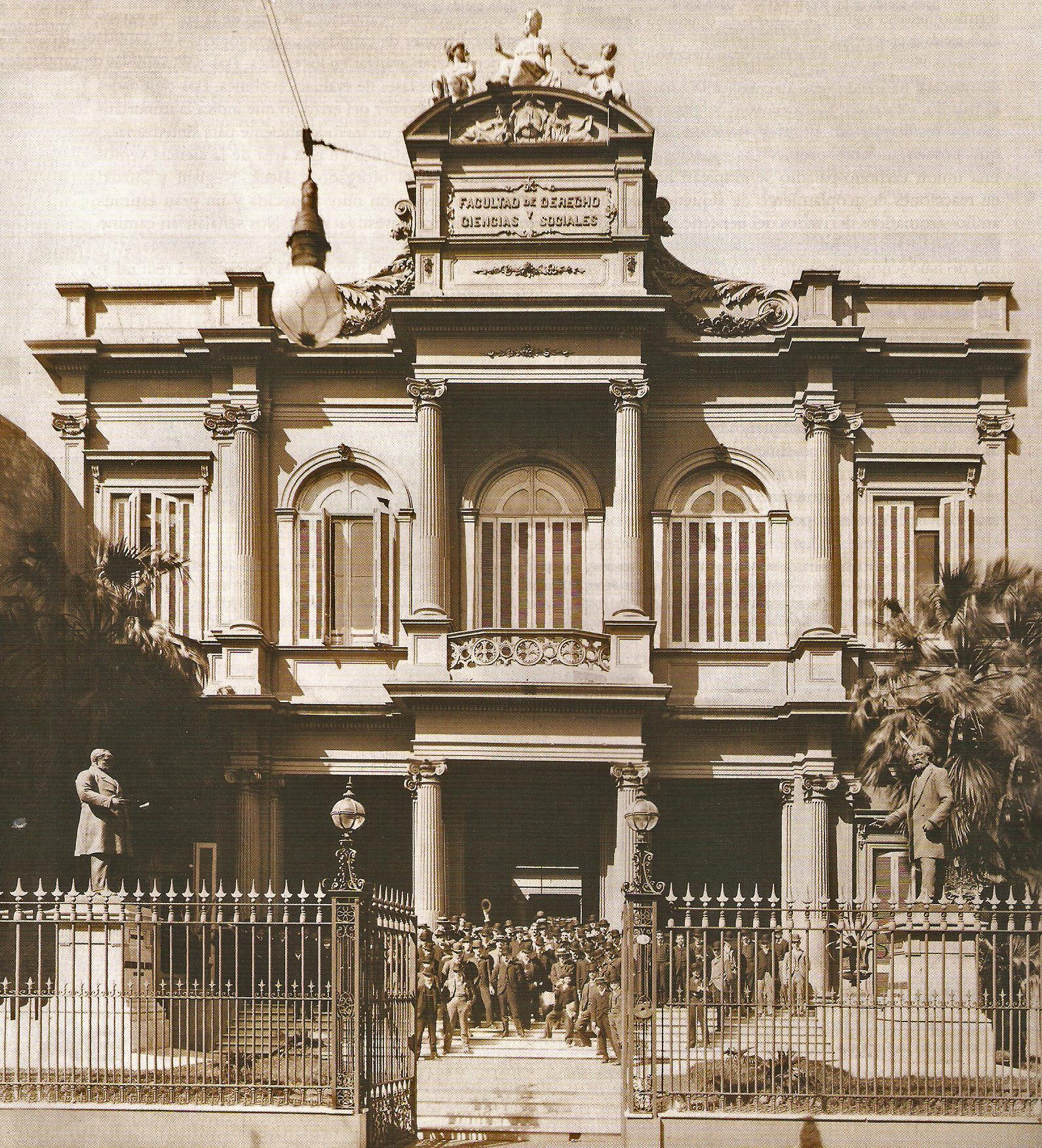
El antiguo edificio de la facultad de Derecho desde 1878 (foto ca. 1905).

Al fundarse la facultad de Derecho de la provincia de Buenos Aires en 1874, Villegas fue nombrado decano de la misma durante el período de 1877 hasta 1881.
En 1878 la facultad logró tener un edificio propio para dictar clases. 
También colaboró en la «Revista de Legislación y Jurisprudencia», donde se reprodujo dos vistas fiscales sobre “Pena del hurto con fractura” y "Retroactividad de la ley en materia criminal".

### Fallecimiento y posterior aplicación de su «Proyecto 1881»
El doctor Sixto de Villegas del Campo, falleció en la ciudad de Buenos Aires, el 4 de noviembre de 1881, acompañado por su mujer e hijos.
El 22 de noviembre del mismo año, el Poder Judicial le hizo honores fúnebres al desaparecido doctor Villegas.
Años después de su muerte, el gobierno de la provincia de Córdoba implementaría su «Proyecto 1881» para el Código Penal provincial haciéndole algunas modificaciones.

## Matrimonio y descendencia
Sixto de Villegas y del Campo Maciel se había unido en matrimonio el 17 de septiembre de 1864 en la ciudad de Buenos Aires, con Sandalia Natividad de Videla y Dorna (Buenos Aires, 3 de julio de 1844 - ib., 17 de enero de 1904), con quien tuvo dos hijos:
- Enrique Casimiro Villegas Videla-Dorna (Buenos Aires, 1870 - ¿?, 1917) que se casó con Dolores Telma Tezanos Videla-Dorna, teniendo una hija llamada Lydia María Villegas Tezanos.
- Cora Villegas Videla-Dorna (n. Buenos Aires, 26 de enero de 1875) enlazada con Froilán Heredia Ramírez (Buenos Aires, 1873 - ib., 25 de noviembre de 1942).

## Opiniones de historiadores y juristas destacados sobre su personalidad
El biógrafo e historiador argentino contemporáneo Vicente Osvaldo Cutolo, cuando realizó su biografía en su obra "Nuevo Diccionario Biográfico Argentino" le dedicó unos párrafos para expresar lo que diversos juristas opinaban de Sixto de Villegas, dejando previamente una opinión de autor que dice así:

"Fue un jurista destacado, severo e inteligente, de gran dignidad y señorío."

El doctor Pedro Goyena al pronunciar el discurso del 24 de junio de 1882, durante la colación de grados —ceremonia de celebración de los graduados universitarios— se refirió en lo referente a su existencia como "la vida ejemplar del doctor Villegas".
Por otra parte, sobre este biografiado, el doctor Francisco Alcobendas dijo sobre él lo siguiente:

"Su rectitud y honradez acrisolada, la severidad de sus opiniones, el tinte de inteligencia y estudio que revelaba sus trabajos, precisión con que llevaba a todos el convencimiento de la justicia que nos inspiraba, oponían una valla insalvable al que hubiera pretendido buscar en sus actos móviles adversos a todo sentimiento digno."

Agregando otra expresión en lo referente a Villegas, el doctor Victorino de la Plaza afirmó: 

"En su existencia no hay sombras, en su espíritu no hay vacilaciones, en su estilo no hay dudas. La Honradez de su alma es una fuente límpida que no ofrece tropiezos a su voluntad."

## Ancestros
| \| \| \| \| \| \| \| \| \| \| \| \| \| \| \| \| \| \| \| \| 16. Juan de Villegas y Barreda, tercio de los españoles (hijo de Rodrigo de Villegas V Tagle y de la Torre, XIII señor de la Casa de Villegas en Cóbreces, y descendiente del primer señor Ruy Pérez II de Villegas, merino mayor de Castilla) \| \| \| \| \| \| \| \| \| \| \| \| \| \| \| \| \| \| \| \| \| \| \| \| \| \| \| \| \| \| \| \| \| \| \| \| \| \| \| \| \| \| \| \| \| \| \| \| \| \| \| \| \| \| 8. Francisco de Villegas y Gómez de Arce, doctor en abogacía \| \| \| \| \| \| \| \| \| \| \| \| \| \| \| \| \| \| \| \| \| \| \| \| \| \| \| \| \| \| \| \| \| \| \| \| \| \| \| \| \| \| \| \| \| \| \| \| \| \| \| \| \| \| 17. Justa Gómez de Arce \| \| \| \| \| \| \| \| \| \| \| \| \| \| \| \| \| \| \| \| \| \| \| \| \| \| \| \| \| \| \| \| \| \| \| \| \| \| \| \| \| \| \| \| \| \| \| \| \| \| \| \| \| \| 4. Francisco de Villegas y López Quevedo, procurador de Cóbreces \| \| \| \| \| \| \| \| \| \| \| \| \| \| \| \| \| \| \| \| \| \| \| \| \| \| \| \| \| \| \| \| \| \| \| \| \| \| \| \| \| \| \| \| \| \| \| \| \| \| \| \| \| \| 18. Antonio López \| \| \| \| \| \| \| \| \| \| \| \| \| \| \| \| \| \| \| \| \| \| \| \| \| \| \| \| \| \| \| \| \| \| \| \| \| \| \| \| \| \| \| \| \| \| \| \| \| \| \| \| \| \| 9. Josefa López Quevedo \| \| \| \| \| \| \| \| \| \| \| \| \| \| \| \| \| \| \| \| \| \| \| \| \| \| \| \| \| \| \| \| \| \| \| \| \| \| \| \| \| \| \| \| \| \| \| \| \| \| \| \| \| \| 19. María de Quevedo \| \| \| \| \| \| \| \| \| \| \| \| \| \| \| \| \| \| \| \| \| \| \| \| \| \| \| \| \| \| \| \| \| \| \| \| \| \| \| \| \| \| \| \| \| \| \| \| \| \| \| \| \| \| 2. Miguel Mariano de Villegas (primo de José de Villegas y Gómez de Arce, contador de la Real Armada Española en el Virreinato del Río de la Plata y juez de paz en el Estado Oriental del Uruguay, y tío segundo de Octaviano de Villegas y Luna, teniente de alcalde de Montevideo) \| \| \| \| \| \| \| \| \| \| \| \| \| \| \| \| \| \| \| \| \| \| \| \| \| \| \| \| \| \| \| \| \| \| \| \| \| \| \| \| \| \| \| \| \| \| \| \| \| \| \| \| \| \| 20. Andrés Fernández \| \| \| \| \| \| \| \| \| \| \| \| \| \| \| \| \| \| \| \| \| \| \| \| \| \| \| \| \| \| \| \| \| \| \| \| \| \| \| \| \| \| \| \| \| \| \| \| \| \| \| \| \| \| 10. Juan Fernández Álvarez \| \| \| \| \| \| \| \| \| \| \| \| \| \| \| \| \| \| \| \| \| \| \| \| \| \| \| \| \| \| \| \| \| \| \| \| \| \| \| \| \| \| \| \| \| \| \| \| \| \| \| \| \| \| 21. Margarita Álvarez \| \| \| \| \| \| \| \| \| \| \| \| \| \| \| \| \| \| \| \| \| \| \| \| \| \| \| \| \| \| \| \| \| \| \| \| \| \| \| \| \| \| \| \| \| \| \| \| \| \| \| \| \| \| 5. María Mercedes Fernández Machado de Melo y Manzanares Maciel \| \| \| \| \| \| \| \| \| \| \| \| \| \| \| \| \| \| \| \| \| \| \| \| \| \| \| \| \| \| \| \| \| \| \| \| \| \| \| \| \| \| \| \| \| \| \| \| \| \| \| \| \| \| 22. Juan Francisco Machado de Melo y Manzanares (bisnieto de la infanzona Inés Nunes Cabral de Melo y de Gil Gonçalves de Moura) \| \| \| \| \| \| \| \| \| \| \| \| \| \| \| \| \| \| \| \| \| \| \| \| \| \| \| \| \| \| \| \| \| \| \| \| \| \| \| \| \| \| \| \| \| \| \| \| \| \| \| \| \| \| 11. Ana Machado de Melo y Manzanares Maciel \| \| \| \| \| \| \| \| \| \| \| \| \| \| \| \| \| \| \| \| \| \| \| \| \| \| \| \| \| \| \| \| \| \| \| \| \| \| \| \| \| \| \| \| \| \| \| \| \| \| \| \| \| \| 23. María Maciel Pacheco y Colares Escobar (chozna de Alonso de Escobar, I regidor del Cabildo de Buenos Aires, y descendiente de Martín Suárez de Toledo, XI gobernador del Río de la Plata y del Paraguay) \| \| \| \| \| \| \| \| \| \| \| \| \| \| \| \| \| \| \| \| \| \| \| \| \| \| \| \| \| \| \| \| \| \| \| \| \| \| \| \| \| \| \| \| \| \| \| \| \| \| \| \| \| \| 1. Sixto de Villegas \| \| \| \| \| \| \| \| \| \| \| \| \| \| \| \| \| \| \| \| \| \| \| \| \| \| \| \| \| \| \| \| \| \| \| \| \| \| \| \| \| \| \| \| \| \| \| \| \| \| \| \| \| \| 24. Cristóbal del Campo y Cuesta de Saavedra, caballero de la Orden de Calatrava, señor de Loreto y del mayorazgo de la Casa Del Campo de Villaviciosa (hermano de Nicolás Ignacio del Campo y Cuesta, I marqués de Loreto) \| \| \| \| \| \| \| \| \| \| \| \| \| \| \| \| \| \| \| \| \| \| \| \| \| \| \| \| \| \| \| \| \| \| \| \| \| \| \| \| \| \| \| \| \| \| \| \| \| \| \| \| \| \| 12. Diego Estanislao del Campo y Maestre (primo hermano de Nicolás Felipe Cristóbal del Campo y Rodríguez de Salamanca, II marqués de Loreto y III virrey del Río de la Plata) \| \| \| \| \| \| \| \| \| \| \| \| \| \| \| \| \| \| \| \| \| \| \| \| \| \| \| \| \| \| \| \| \| \| \| \| \| \| \| \| \| \| \| \| \| \| \| \| \| \| \| \| \| \| 25. María de Maestre y Rodríguez de las Varillas de Salamanca \| \| \| \| \| \| \| \| \| \| \| \| \| \| \| \| \| \| \| \| \| \| \| \| \| \| \| \| \| \| \| \| \| \| \| \| \| \| \| \| \| \| \| \| \| \| \| \| \| \| \| \| \| \| 6. Augusto Nicolás Cristóbal del Campo y Forgueras, jefe de la guardia virreinal y cabildante de Buenos Aires \| \| \| \| \| \| \| \| \| \| \| \| \| \| \| \| \| \| \| \| \| \| \| \| \| \| \| \| \| \| \| \| \| \| \| \| \| \| \| \| \| \| \| \| \| \| \| \| \| \| \| \| \| \| 26. Juan de Forgueras \| \| \| \| \| \| \| \| \| \| \| \| \| \| \| \| \| \| \| \| \| \| \| \| \| \| \| \| \| \| \| \| \| \| \| \| \| \| \| \| \| \| \| \| \| \| \| \| \| \| \| \| \| \| 13. Isabel de Forgueras y Mayo \| \| \| \| \| \| \| \| \| \| \| \| \| \| \| \| \| \| \| \| \| \| \| \| \| \| \| \| \| \| \| \| \| \| \| \| \| \| \| \| \| \| \| \| \| \| \| \| \| \| \| \| \| \| 27. Clara de Mayo \| \| \| \| \| \| \| \| \| \| \| \| \| \| \| \| \| \| \| \| \| \| \| \| \| \| \| \| \| \| \| \| \| \| \| \| \| \| \| \| \| \| \| \| \| \| \| \| \| \| \| \| \| \| 3. Juana María de Jesús del Campo y Maciel (hermana de Juan Estanislao del Campo, teniente coronel y unitario, prima hermana de Fernando Alfaro Maciel, hacendado y político, y prima segunda de Rafael Valentín Valdivieso Zañartu, arzobispo de Santiago de Chile, y de Francisca de Paula Verdugo Fernández de Valdivieso y Herrera, madre de los hermanos Carrera) \| \| \| \| \| \| \| \| \| \| \| \| \| \| \| \| \| \| \| \| \| \| \| \| \| \| \| \| \| \| \| \| \| \| \| \| \| \| \| \| \| \| \| \| \| \| \| \| \| \| \| \| \| \| 28. Manuel Maciel y Cabral de Alpoin, alcalde de las ciudades de Corrientes y Santa Fe \| \| \| \| \| \| \| \| \| \| \| \| \| \| \| \| \| \| \| \| \| \| \| \| \| \| \| \| \| \| \| \| \| \| \| \| \| \| \| \| \| \| \| \| \| \| \| \| \| \| \| \| \| \| 14. Joaquín Maciel y Lacoizqueta, teniente de gobernador de Santa Fe (hermano de Juan Baltasar Maciel, doctor en abogacía, sacerdote y padrino del patriota Manuel Belgrano) \| \| \| \| \| \| \| \| \| \| \| \| \| \| \| \| \| \| \| \| \| \| \| \| \| \| \| \| \| \| \| \| \| \| \| \| \| \| \| \| \| \| \| \| \| \| \| \| \| \| \| \| \| \| 29. Rosa de Lacoizqueta y Martínez del Monje \| \| \| \| \| \| \| \| \| \| \| \| \| \| \| \| \| \| \| \| \| \| \| \| \| \| \| \| \| \| \| \| \| \| \| \| \| \| \| \| \| \| \| \| \| \| \| \| \| \| \| \| \| \| 7. María Juana Maciel y Fernández de Valdivieso (prima hermana del doctor Manuel Joaquín de Valdivieso, secretario de Gobierno y diputado de la República de Chile, y de Cosme Maciel, constructor naval, político y primer abanderado argentino) \| \| \| \| \| \| \| \| \| \| \| \| \| \| \| \| \| \| \| \| \| \| \| \| \| \| \| \| \| \| \| \| \| \| \| \| \| \| \| \| \| \| \| \| \| \| \| \| \| \| \| \| \| \| 30. Silvestre Fernández de Valdivieso y Arbizu del Campo, maestre de campo \| \| \| \| \| \| \| \| \| \| \| \| \| \| \| \| \| \| \| \| \| \| \| \| \| \| \| \| \| \| \| \| \| \| \| \| \| \| \| \| \| \| \| \| \| \| \| \| \| \| \| \| \| \| 15. Isidora Fernández de Valdivieso y Herrera \| \| \| \| \| \| \| \| \| \| \| \| \| \| \| \| \| \| \| \| \| \| \| \| \| \| \| \| \| \| \| \| \| \| \| \| \| \| \| \| \| \| \| \| \| \| \| \| \| \| \| \| \| \| 31. Jerónima Rosa de Herrera Cabrera y Velasco (descendiente de Juan Ramírez de Velasco, Hernando Arias de Saavedra, Diego de Villarroel, Martín Suárez de Toledo, Jerónimo Luis de Cabrera y Juan de Garay) \| \| \| \| \| \| \| \| \| \| \| \| \| \| \| \| \| \| \| \| \| \| \| \| \| \| \| \| \| \| \| \| \| \| \| \| \| \| \| \| \| \| \| \| \| \| \| \| \| \| \| \| | |  |  |  |  |  |  |  |  |  |  |  |  |  |  |  |
| | |  |  |  |  |  |  |  |  |  |  |  |  |  |  |  |
| | 16. Juan de Villegas y Barreda, tercio de los españoles (hijo de Rodrigo de Villegas V Tagle y de la Torre, XIII señor de la Casa de Villegas en Cóbreces, y descendiente del primer señor Ruy Pérez II de Villegas, merino mayor de Castilla) |  |  |  |  |  |  |  |  |  |  |  |  |  |  |  |
| | |  |  |  |  |  |  |  |  |  |  |  |  |  |  |  |
| | |  |  |  |  |  |  |  |  |  |  |  |  |  |  |  |
| | 8. Francisco de Villegas y Gómez de Arce, doctor en abogacía |  |  |  |  |  |  |  |  |  |  |  |  |  |  |  |
| | |  |  |  |  |  |  |  |  |  |  |  |  |  |  |  |
| | |  |  |  |  |  |  |  |  |  |  |  |  |  |  |  |
| | 17. Justa Gómez de Arce |  |  |  |  |  |  |  |  |  |  |  |  |  |  |  |
| | |  |  |  |  |  |  |  |  |  |  |  |  |  |  |  |
| | |  |  |  |  |  |  |  |  |  |  |  |  |  |  |  |
| | 4. Francisco de Villegas y López Quevedo, procurador de Cóbreces |  |  |  |  |  |  |  |  |  |  |  |  |  |  |  |
| | |  |  |  |  |  |  |  |  |  |  |  |  |  |  |  |
| | |  |  |  |  |  |  |  |  |  |  |  |  |  |  |  |
| | 18. Antonio López |  |  |  |  |  |  |  |  |  |  |  |  |  |  |  |
| | |  |  |  |  |  |  |  |  |  |  |  |  |  |  |  |
| | |  |  |  |  |  |  |  |  |  |  |  |  |  |  |  |
| | 9. Josefa López Quevedo |  |  |  |  |  |  |  |  |  |  |  |  |  |  |  |
| | |  |  |  |  |  |  |  |  |  |  |  |  |  |  |  |
| | |  |  |  |  |  |  |  |  |  |  |  |  |  |  |  |
| | 19. María de Quevedo |  |  |  |  |  |  |  |  |  |  |  |  |  |  |  |
| | |  |  |  |  |  |  |  |  |  |  |  |  |  |  |  |
| | |  |  |  |  |  |  |  |  |  |  |  |  |  |  |  |
| | 2. Miguel Mariano de Villegas (primo de José de Villegas y Gómez de Arce, contador de la Real Armada Española en el Virreinato del Río de la Plata y juez de paz en el Estado Oriental del Uruguay, y tío segundo de Octaviano de Villegas y Luna, teniente de alcalde de Montevideo)                                                                                  |  |  |  |  |  |  |  |  |  |  |  |  |  |  |  |
| | |  |  |  |  |  |  |  |  |  |  |  |  |  |  |  |
| | |  |  |  |  |  |  |  |  |  |  |  |  |  |  |  |
| | 20. Andrés Fernández |  |  |  |  |  |  |  |  |  |  |  |  |  |  |  |
| | |  |  |  |  |  |  |  |  |  |  |  |  |  |  |  |
| | |  |  |  |  |  |  |  |  |  |  |  |  |  |  |  |
| | 10. Juan Fernández Álvarez |  |  |  |  |  |  |  |  |  |  |  |  |  |  |  |
| | |  |  |  |  |  |  |  |  |  |  |  |  |  |  |  |
| | |  |  |  |  |  |  |  |  |  |  |  |  |  |  |  |
| | 21. Margarita Álvarez |  |  |  |  |  |  |  |  |  |  |  |  |  |  |  |
| | |  |  |  |  |  |  |  |  |  |  |  |  |  |  |  |
| | |  |  |  |  |  |  |  |  |  |  |  |  |  |  |  |
| | 5. María Mercedes Fernández Machado de Melo y Manzanares Maciel |  |  |  |  |  |  |  |  |  |  |  |  |  |  |  |
| | |  |  |  |  |  |  |  |  |  |  |  |  |  |  |  |
| | |  |  |  |  |  |  |  |  |  |  |  |  |  |  |  |
| | 22. Juan Francisco Machado de Melo y Manzanares (bisnieto de la infanzona Inés Nunes Cabral de Melo y de Gil Gonçalves de Moura) |  |  |  |  |  |  |  |  |  |  |  |  |  |  |  |
| | |  |  |  |  |  |  |  |  |  |  |  |  |  |  |  |
| | |  |  |  |  |  |  |  |  |  |  |  |  |  |  |  |
| | 11. Ana Machado de Melo y Manzanares Maciel |  |  |  |  |  |  |  |  |  |  |  |  |  |  |  |
| | |  |  |  |  |  |  |  |  |  |  |  |  |  |  |  |
| | |  |  |  |  |  |  |  |  |  |  |  |  |  |  |  |
| | 23. María Maciel Pacheco y Colares Escobar (chozna de Alonso de Escobar, I regidor del Cabildo de Buenos Aires, y descendiente de Martín Suárez de Toledo, XI gobernador del Río de la Plata y del Paraguay) |  |  |  |  |  |  |  |  |  |  |  |  |  |  |  |
| | |  |  |  |  |  |  |  |  |  |  |  |  |  |  |  |
| | |  |  |  |  |  |  |  |  |  |  |  |  |  |  |  |
| | 1. Sixto de Villegas |  |  |  |  |  |  |  |  |  |  |  |  |  |  |  |
| | |  |  |  |  |  |  |  |  |  |  |  |  |  |  |  |
| | |  |  |  |  |  |  |  |  |  |  |  |  |  |  |  |
| | 24. Cristóbal del Campo y Cuesta de Saavedra, caballero de la Orden de Calatrava, señor de Loreto y del mayorazgo de la Casa Del Campo de Villaviciosa (hermano de Nicolás Ignacio del Campo y Cuesta, I marqués de Loreto) |  |  |  |  |  |  |  |  |  |  |  |  |  |  |  |
| | |  |  |  |  |  |  |  |  |  |  |  |  |  |  |  |
| | |  |  |  |  |  |  |  |  |  |  |  |  |  |  |  |
| | 12. Diego Estanislao del Campo y Maestre (primo hermano de Nicolás Felipe Cristóbal del Campo y Rodríguez de Salamanca, II marqués de Loreto y III virrey del Río de la Plata) |  |  |  |  |  |  |  |  |  |  |  |  |  |  |  |
| | |  |  |  |  |  |  |  |  |  |  |  |  |  |  |  |
| | |  |  |  |  |  |  |  |  |  |  |  |  |  |  |  |
| | 25. María de Maestre y Rodríguez de las Varillas de Salamanca |  |  |  |  |  |  |  |  |  |  |  |  |  |  |  |
| | |  |  |  |  |  |  |  |  |  |  |  |  |  |  |  |
| | |  |  |  |  |  |  |  |  |  |  |  |  |  |  |  |
| | 6. Augusto Nicolás Cristóbal del Campo y Forgueras, jefe de la guardia virreinal y cabildante de Buenos Aires |  |  |  |  |  |  |  |  |  |  |  |  |  |  |  |
| | |  |  |  |  |  |  |  |  |  |  |  |  |  |  |  |
| | |  |  |  |  |  |  |  |  |  |  |  |  |  |  |  |
| | 26. Juan de Forgueras |  |  |  |  |  |  |  |  |  |  |  |  |  |  |  |
| | |  |  |  |  |  |  |  |  |  |  |  |  |  |  |  |
| | |  |  |  |  |  |  |  |  |  |  |  |  |  |  |  |
| | 13. Isabel de Forgueras y Mayo |  |  |  |  |  |  |  |  |  |  |  |  |  |  |  |
| | |  |  |  |  |  |  |  |  |  |  |  |  |  |  |  |
| | |  |  |  |  |  |  |  |  |  |  |  |  |  |  |  |
| | 27. Clara de Mayo |  |  |  |  |  |  |  |  |  |  |  |  |  |  |  |
| | |  |  |  |  |  |  |  |  |  |  |  |  |  |  |  |
| | |  |  |  |  |  |  |  |  |  |  |  |  |  |  |  |
| | 3. Juana María de Jesús del Campo y Maciel (hermana de Juan Estanislao del Campo, teniente coronel y unitario, prima hermana de Fernando Alfaro Maciel, hacendado y político, y prima segunda de Rafael Valentín Valdivieso Zañartu, arzobispo de Santiago de Chile, y de Francisca de Paula Verdugo Fernández de Valdivieso y Herrera, madre de los hermanos Carrera) |  |  |  |  |  |  |  |  |  |  |  |  |  |  |  |
| | |  |  |  |  |  |  |  |  |  |  |  |  |  |  |  |
| | |  |  |  |  |  |  |  |  |  |  |  |  |  |  |  |
| | 28. Manuel Maciel y Cabral de Alpoin, alcalde de las ciudades de Corrientes y Santa Fe |  |  |  |  |  |  |  |  |  |  |  |  |  |  |  |
| | |  |  |  |  |  |  |  |  |  |  |  |  |  |  |  |
| | |  |  |  |  |  |  |  |  |  |  |  |  |  |  |  |
| | 14. Joaquín Maciel y Lacoizqueta, teniente de gobernador de Santa Fe (hermano de Juan Baltasar Maciel, doctor en abogacía, sacerdote y padrino del patriota Manuel Belgrano) |  |  |  |  |  |  |  |  |  |  |  |  |  |  |  |
| | |  |  |  |  |  |  |  |  |  |  |  |  |  |  |  |
| | |  |  |  |  |  |  |  |  |  |  |  |  |  |  |  |
| | 29. Rosa de Lacoizqueta y Martínez del Monje |  |  |  |  |  |  |  |  |  |  |  |  |  |  |  |
| | |  |  |  |  |  |  |  |  |  |  |  |  |  |  |  |
| | |  |  |  |  |  |  |  |  |  |  |  |  |  |  |  |
| | 7. María Juana Maciel y Fernández de Valdivieso (prima hermana del doctor Manuel Joaquín de Valdivieso, secretario de Gobierno y diputado de la República de Chile, y de Cosme Maciel, constructor naval, político y primer abanderado argentino) |  |  |  |  |  |  |  |  |  |  |  |  |  |  |  |
| | |  |  |  |  |  |  |  |  |  |  |  |  |  |  |  |
| | |  |  |  |  |  |  |  |  |  |  |  |  |  |  |  |
| | 30. Silvestre Fernández de Valdivieso y Arbizu del Campo, maestre de campo |  |  |  |  |  |  |  |  |  |  |  |  |  |  |  |
| | |  |  |  |  |  |  |  |  |  |  |  |  |  |  |  |
| | |  |  |  |  |  |  |  |  |  |  |  |  |  |  |  |
| | 15. Isidora Fernández de Valdivieso y Herrera |  |  |  |  |  |  |  |  |  |  |  |  |  |  |  |
| | |  |  |  |  |  |  |  |  |  |  |  |  |  |  |  |
| | |  |  |  |  |  |  |  |  |  |  |  |  |  |  |  |
| | 31. Jerónima Rosa de Herrera Cabrera y Velasco (descendiente de Juan Ramírez de Velasco, Hernando Arias de Saavedra, Diego de Villarroel, Martín Suárez de Toledo, Jerónimo Luis de Cabrera y Juan de Garay) |  |  |  |  |  |  |  |  |  |  |  |  |  |  |  |
| | |  |  |  |  |  |  |  |  |  |  |  |  |  |  |  |
| | |  |  |  |  |  |  |  |  |  |  |  |  |  |  |  |